# هورکوش تی‌ای‌آی
هورکوش تی‌ای‌آی (به انگلیسی: TAI_Hürkuş) یک هواگرد ملخ‌پیشین تک‌موتوره از نوع هواپیمای آموزشی and هواگرد تهاجمی ساخت شرکت Turkish Aerospace Industries است. هواگرد هورکوش تی‌ای‌آی نخستین پروازش را در ۲۹ اوت ۲۰۱۳ میلادی انجام داد. در مجموع، تعداد 4 فروند از این هواگرد ساخته شده‌است.